# Ashley Benson (volley-ball)
Ashley Benson est une joueuse de volley-ball américaine née le 20 février 1989 à Bloomington (Indiana). Elle mesure 1,92 m et joue au poste de centrale.

## Clubs
| Club                           | De        | À         |
| ------------------------------ | --------- | --------- |
| Indiana University Bloomington | 2008-2009 | 2010-2011 |
| Pinkin de Corozal              | jan 2012  | avr 2012  |
| USC Münster                    | 2012-2013 | …         |